# (5442) Drossart
(5442) Drossart est un astéroïde de la ceinture principale.

## Description
(5442) Drossart est un astéroïde de la ceinture principale. Il fut découvert par Henry E. Holt le 12 juillet 1991 à l'observatoire Palomar. Il présente une orbite caractérisée par un demi-grand axe de 2,8846 UA, une excentricité de 0,0770 et une inclinaison de 1,4840° par rapport à l'écliptique.
Il fut nommé en hommage au chercheur français Pierre Drossart, spécialiste des atmosphères des planètes géantes au CNRS, à l'observatoire de Paris-Meudon.

## Compléments